# Rumex venosus
Espèce
Rumex venosus, parfois aussi appelé le Rumex veiné, est une plante de la famille des Polygonaceae. Elle se trouve dans les régions centrales et occidentales de l'Amérique du Nord. 

## Description morphologique

### Appareil végétatif
Le rumex veiné est une plante herbacée pérenne qui présente de fortes tiges rougeâtres pouvant atteindre 50 cm de longueur. Les nombreuses feuilles, alternes, légèrement coriaces, lancéolées ou ovales, ont une longueur de 15 cm en moyenne ; elles se joignent à la base au niveau d'un fourreau bien visible de couleur blanchâtre, formé par deux stipules bien développés,. Les tiges se prolongent sous le sol sous forme d'un rhizome rampant.

### Appareil reproducteur
La floraison survient entre avril et juin. Les "fleurs", en fait des bractées élargies, se présentent en grappes allongées de couleur orange-rougeâtre qui occupent généralement les deux tiers supérieurs des tiges. Elles sont composées de six segments dont les trois plus internes s'élargissent pour former de grandes bractées en forme de cœur de 1,3 à 3,8 cm de long, qui entourent un ovaire puis un akène brun de très petite dimension enveloppé par des ailettes.

## Répartition et habitat
Cette plante pousse souvent sur terrains sablonneux, dans les prairies mésiques ou arides, ou dans les déserts à Artemisia tridentata, entre 200 et 1 500 m d'altitude,.
On la trouve du sud de la Colombie-Britannique jusqu'au centre du Canada au nord, jusqu'au nord-est de la Californie au sud, en passant par les Grandes Plaines.
Cette plante de plein soleil préfère les sols sablonneux et bien drainés.

## Rôle écologique
Les feuilles du Rumex veiné ont un goût acidulé prononcé dû à la présence d'acide oxalique. Elles contiennent aussi une substance toxique qui, ingérée en grande quantité, peut provoquer chez les humains et les animaux des troubles graves voire mortels.

## Systématique
Cette espèce a été décrite en 1813 par le botaniste germano-américain Frederick Traugott Pursh dans sa "Flora Americae Septentrionalis". En 1916, le botaniste suédois Joël Lunell proposa de rebaptiser l'espèce Lapathum venosus, mais ce nom n'a pas été retenu.

## Rumex venosuset l'homme
Les Amérindiens ont fait grand usage de cette plante, notamment de son rhizome. Par exemple, les Indiens Shoshones, Arapahos et Paiutes utilisaient cette plante pour nettoyer plaies et brûlures, et les Cheyennes l'utilisaient pour produire une teinture jaune ou brun-orangé,.